# Forte de São José (Ilha do Maio)
O Forte de São José localiza-se na Vila do Maio, no concelho do Maio, a sul da ilha do Maio, em Cabo Verde.

## História
A ilha, de origem vulcânica, foi descoberta em 1 de maio de 1460. O seu povoamento, entretanto, só ocorreu ao final do século XVI, em função da exploração de sal, da criação de gado, especialmente caprino e de alguma agricultura.
No século XX, devido às constantes secas, muitos dos seus habitantes emigraram.
O forte, sob a invocação de São José, foi erguido no século XVIII com a função de defesa do porto da vila - o maior e mais importante da ilha - contra os ataques de corsários e piratas.
Desde 1887 passou a abrigar um farol.
Atualmente constitui-se em uma das atrações da povoação, assim como a Igreja de Nossa Senhora da Luz.